# Грипич, Алексей Львович
Алексей Львович Грипич (30 сентября 1891, Орёл, — 1 октября 1983, Москва) — советский театральный режиссёр, народный артист Азербайджанской ССР (1946).

## Биография
Алексей Грипич родился в семье чиновника почтового ведомства; в юном возрасте лишился родителей и воспитывался в Гатчинском сиротском институте, окончил его в 1910 году.
Учился на экономическом отделении петербургского Политехнического института.
В годы учёбы под влиянием своего двоюродного брата поэта С. М. Городецкого у Грипича сформировался интерес к театру. В 1913 году поступил во вновь открытую студию В. Э. Мейерхольда. Занятия в институте и студии прервала Первая мировая война. С фронта Алексей Львович вернулся лишь в 1918 году и устроившись на работу в Наркомпрос продолжил учиться на курсах мастерства сценических постановок, где преподавал Мейерхольд.
Самостоятельную режиссёрскую деятельность начал находясь на службе в Красной Армии в 1919—1921 гг.
В 1924 году по рекомендации Всеволода Мейерхольда Алексей Грипич стал режиссёром Московского театра Революции, где работал до 1926 года. На сцене этого театра им были поставлены несколько спектаклей; Мейерхольд писал о нём как о талантливом своём ученике, «давно вставшем на самостоятельный творческий путь».
В 1928 году Алексей Грипич поставил два спектакля в Ленинградской Большом драматическом театре. Ставил спектакли в Бакинском театре русской драмы, Азербайджанском драматическом театре, Саратовском драматическом театре, Воронежском драматическом театре, Куйбышевском драматическом театре, Театре-студии киноактёра, Вильнюсском русском драматическом театре.
С 1948 по 1951 год Алексей Львович был художественным руководителем Саратовского драматического театра. На сцене этого театра им были поставлены спектакли: «Московский характер» А. В. Софронова, «Великая сила» Бориса Ромашова (1948), (1948), «Великий демократ» В. А. Смирнова-Ульяновского (1951), «Интервенция» Л. И. Славина (1958).
В спектаклях поставленных Алексеем Львовичем играли такие выдающиеся актёры, как С. Ф. Бондарчук, С. А. Мартинсон, М. И. Жаров, М. Ф. Астангов, Д. Н. Орлов, М. И. Бабанова, С. М. Муратов, А. А. Колобаев, А. Н. Стрижова, А. Г. Василевский, Л. В. Шутова.
Умер Алексей Львович в Москве 1 октября 1983 года. Урна с прахом в колумбарии Донского кладбища.

## Спектакли
Московский театр Революции
См. также Репертуар Московского академического театра имени Вл. Маяковского
- 1924 — «Кадриль с ангелами» А.Франса (премьера 28 сентября),
- 1924 — «Эхо» В. Н. Билль-Белоцерковского (премьера 8 ноября)
- 1925 — «Воздушный пирог» Б. С. Ромашова (премьера 19 февраля)
- 1925 — «Ужовка» М. В. Шимкевича (премьера 20 ноября 1925),
- 1926 — «Конец Криворыльска» Б. С. Ромашова (премьера 20 марта)[5].

Большой драматический театр
- 1928 — «Джума Машид» П. Венецианова. Художник М. З. Левин; композитор Н. М. Стрельников (премьера — 3 марта)
- 1928 — «Луна слева» B. Билль-Белоцерковского. Художник П. П. Снопков; композитор Ю. А. Шапорин (премьера — 18 мая)

Театр-студия киноактёра
- 1954 — «Смерть Пазухина» М. Салтыкова-Щедрина